# Граф Меренберг

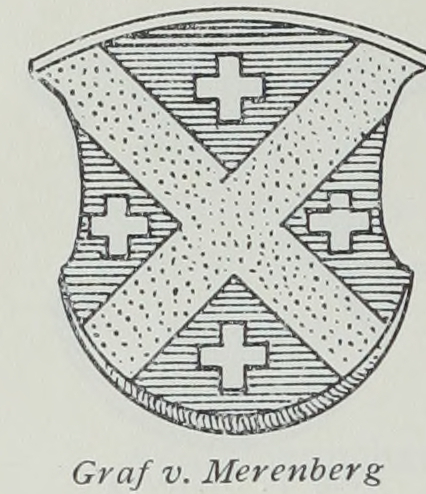
Герб (1907 год).

Граф Меренберг (German: Graf von Merenberg) — наследственный дворянский титул, который был дарован в 1868 году правящим принцем Вальдек-Пирмонтским Георгом Виктором морганатической жене и потомкам по мужской линии женившегося на Наталье Александровне Пушкиной (1836—1913) принца Николая Вильгельма Нассауского (1832 г. −1905).

## Предыстория
Николай был сыном герцога Нассау Вильгельма I и его второй жены Паулины Вюртембергской. Его сводным братом был Адольф, в 1866 году отстранённый Пруссией от управления Нассау, но в 1890 году ставший великим герцогом Люксембурга.
Наталья была дочерью русского поэта Александра Пушкина, имевшего лишь ранг дворянина. Таким образом, по закону ей не разрешалось разделять княжеский титул или звание своего мужа. Для неё был создан титул Графини фон Меренберг, чьё название титула связано с Меренберг в Гессене.

## Потомки
Выжившими детьми от этого брака были:
- София (1868—1927). В 1891 году вышла замуж за великого князя Михаила Михайловича (1861—1929). Поскольку этот брак также считался морганатическим, ей не разрешалось разделять титулы и ранг мужа. Вместо этого она от великого герцога Люксембургского получила титул графини де Торби. Среди её потомков нынешний маркиз Милфорд-Хейвен.
- Александра (1869—1950). Муж — аргентинец Максимо де Эли (ум. 1929).
- Георг-Николай (1871—1948). Женился на Ольге Юрьевской, в браке родились сыновья Александр-Адольф и Георг-Михаэль, а также дочь Ольга Екатерина Адда.

Мужская линия пресеклась со смертью Георга-Михаэля. Последним живым членом семьи Меренбергов и всей мужской линии Нассау является его единственная дочь Клотильда фон Меренберг.

## Люксембургская корона
Когда принц Николай Вильгельм умер в 1905 году, последним мужским представителем Нассауского дома стал его племянник Вильгельм IV. Если бы дети Николая Вильгельма считались династическими, то его сын Георг Николай стал бы главой дома после смерти Вильгельма IV и правящим великим герцогом Люксембурга.
Однако его морганатическое происхождение было непреодолимым препятствием. В 1907 году Вильгельм IV добился принятия в Люксембурге закона, подтверждающего исключение Меренбергов из наследования престола. Ожидалось, что протесты Георга Николая против подтверждения Люксембургским сеймом прав наследования дочери Вильгельма IV, принцессы Марии-Аделаиды, будут подхвачены Нидерландами и великими державами, которые гарантировали нейтралитет Люксембурга в 1867 году. Тем не менее, Мария-Аделаида сменила своего отца и стала первой женщиной-монархом Люксембурга в 1912 году. Она, в свою очередь, отреклась от престола в пользу своей сестры Шарлотты, потомки которой с тех пор правили Люксембургом.
Главами дома Меренбергов после 1912 г. были: Георг Николай (1912-48) и Георг-Михаэль Александр (1948-65)